# Hatena

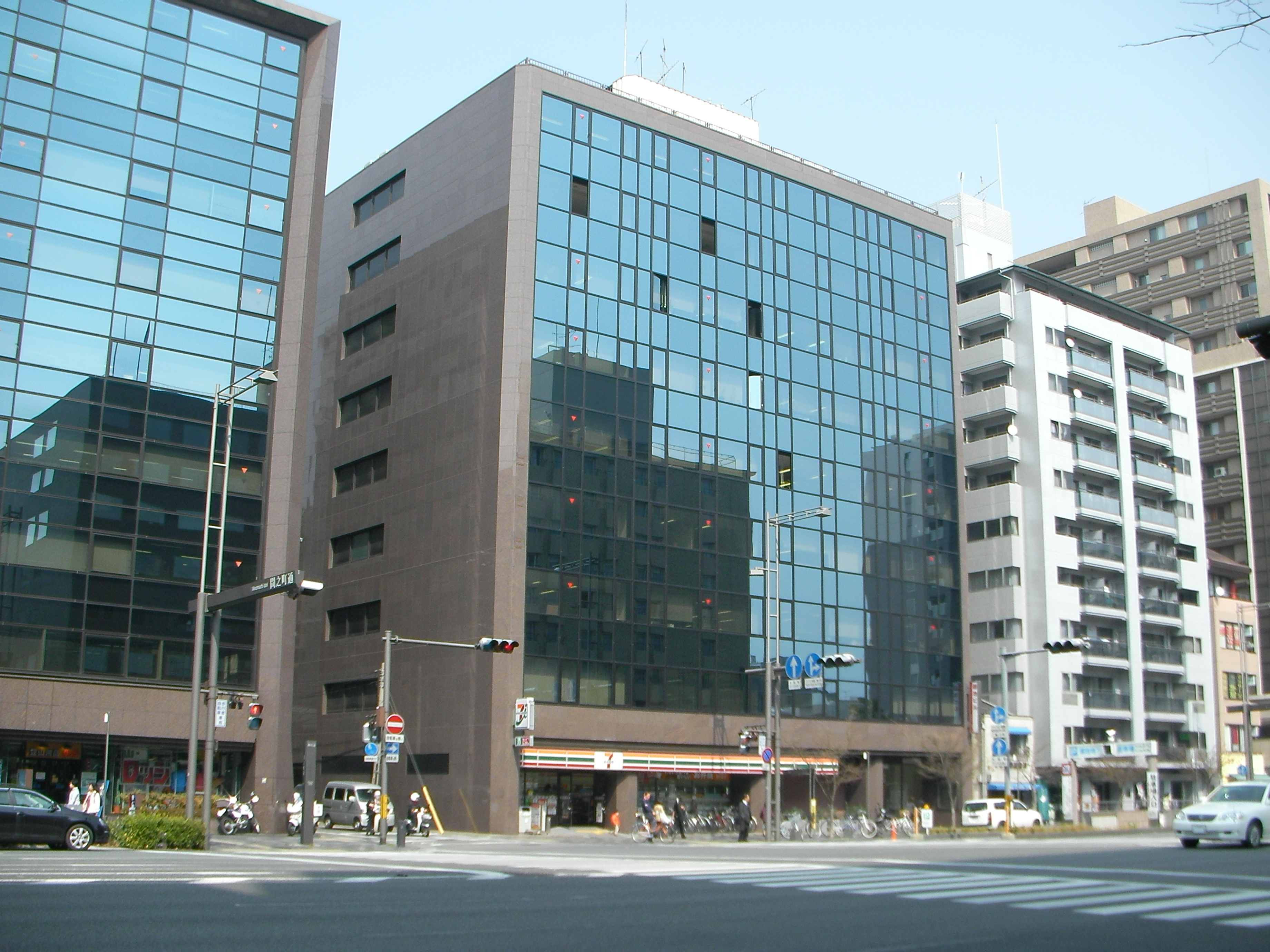
圖為京都御池大廈，Hatena公司總部位於大廈的頂樓。

Hatena（はてな）是日本的一家網路服務公司，2001年7月19日在京都市成立，創建人是日本企業家近藤淳也。Hatena提供了包括日本有名的社會性書籤在內的多項服務內容。Hatena是公司各項服務的共用名。2004年4月10日，公司將總部移到東京都澀谷區，但2008年4月又搬回京都市。2012年Hatena在日本IT界企業當中排名第28名。

## Hatena日記
Hatena日記（はてなダイアリー）是Hatena的部落格服務。2003年1月16日推出Beta版本。2003年3月13日推出正式版本，是一套支援UTF-8字符編碼的多語言服務，擁有免費版以及付費版。關鍵字系統是其最主要的特點。

### ID Trackback
ID Trackback（IDトラックバック）是一種以用戶為對象的TrackBack工具，不同於以主題為對象的TrackBack。如果某用戶的Hatena日記被另一位用戶連結到他（她）的Hatena日記，TrackBack就自動添加，這樣一來用戶就知道自己的日記已被他人引用或提及，只要點擊TrackBack連結就能閱覽其他用戶日記中相關的內容。ID TrackBack的功能有助於增進用戶之間的互動。

### 關鍵字系統
關鍵字系統（キーワードシステム）是Hatena的詞典服務，可自動連結到包含關鍵字的Hatena日記。Hatana書籤和Hatena RSS也使用Hatena日記的關鍵字服務。如果滿足條件的用戶晉級為Hatena市民（はてな市民），就能創造和修改關鍵字。

### Hatena記法
Hatena記法（はてな記法）是一種不用(X)HTML即可生成文本的置標語言。

## Hatena書籤
Hatena書籤（はてなブックマーク）是一項社會性書籤服務。用戶可以把URL作為書籤保存並加上標籤。他们可以通過標籤和其他用戶互動，此外用戶还可以留下不超過100個雙字節字符的意見。Hatena書籤計算每個URL的用戶數量，能夠辨别出用戶群中擁有高人氣的書籤。CNET、ITmedia等新聞站點內設置了Hatena書籤按鍵。

## Hatena相簿
Hatena相簿（はてなアルバム）是Hatena的網路相簿，圖片由用戶集体編輯，不同於Photo Library。

## Ugomemo Hatena
Ugomemo Hatena（うごメモはてな）是基於任天堂遊戲うごくメモ帳作成的手翻書分享服務，類似於YouTube和deviantART。

## 英語版Hatena
2007年中旬Hatena推出英文版本，提供了以下的服務：
- Hatena Haiku（和Twitter或Jaiku類似的微博服務）
- Hatena World（類似第二人生的三維世界，服務已終止）
- Hatena Star（部落格貼子評級服務）
- Hatena Message（短信服務）
- Flipnote Hatena（手翻書分享服務，即Ugomemo Hatena）
- Hatena Monolith（允許用戶掃描條形碼並上傳到Twitter）

## 外部連結
- （日語）Hatena（页面存档备份，存于）
- （英文）Hatena
- （日語）Hatena日記（页面存档备份，存于）
- （日語）Hatena書籤（页面存档备份，存于）